# Alfred Binder
Alfred Binder ist ein deutscher Sachbuchautor und Sozialarbeiter.
Binder absolvierte ein Studium der Sozialarbeit und Philosophie an der Johann Wolfgang Goethe-Universität in Frankfurt. Seit den 1970er Jahren praktiziert er Zen. Binders Sachbuch Mythos Zen wurde von der Zeitschrift diesseits in der Ausgabe 1/2010 rezensiert. Binder arbeitet als Sozialarbeiter.

## Bücher
- 1997: Gesund durch Teebaumöl, Dr. Werner Jopp Verlag, Wiesbaden, ISBN 3-926955-79-1
- 1998: Gesund durch Manukaöl, Dr. Werner Jopp Verlag, Wiesbaden, ISBN 3-926955-97-X, mit Adelheid Birmelin
- 1999:	Gesund durch Rot- und Weißwein, Dr. Werner Jopp Verlag, Wiesbaden, ISBN 3-89698-120-X
- 2009: Mythos Zen, Alibri Verlag, Aschaffenburg, ISBN 978-3-86569-057-9
- 2012: Religion. Eine kurze Kritik, Alibri Verlag, Aschaffenburg, ISBN 978-3-86569-120-0
- 2013: Jahwe, Jesus und Allah, Alibri Verlag, Aschaffenburg, ISBN 978-3-86569-121-7